# Lobelia cochleariifolia
Lobelia cochleariifolia är en klockväxtart som beskrevs av Friedrich Ludwig Diels. Lobelia cochleariifolia ingår i släktet lobelior, och familjen klockväxter.
Artens utbredningsområde är KwaZulu-Natal. Inga underarter finns listade i Catalogue of Life.